# В яранге горит огонь
«В яра́нге гори́т ого́нь» — советский рисованный мультфильм для детей. Создан в 1956 году режиссёром Ольгой Ходатаевой. Сценарий написала Жанна Витензон по мотивам сказок народов Севера.

## Сюжет
Далеко на Севере в маленькой бедной яранге жила вдова с сыном Ятто и дочерью Тэюне. Дети были ленивые и непослушные, они не хотели помогать матери и собирать хворост для костра. Тэюне и вовсе больше заботили её длинные красивые косы, чем домашние хлопоты. И когда огонь в очаге погас, злая старуха Пурга ворвалась в ярангу. Мать пыталась защитить своих детей, но Пурга унесла её. Брату и сестре пришлось забыть про свою лень и отправиться на поиски матери.

## Создатели фильма
| автор сценария             | Жанна Витензон |
| режиссёр                   | Ольга Ходатаева |
| ассистент режиссёра        | Леонид Аристов |
| композитор                 | Георгий Крейтнер |
| художники-постановщики     | Леонид Аристов, Виктор Никитин |
| операторы                  | Николай Воинов, Елена Петрова |
| звукооператор              | Николай Прилуцкий |
| технический ассистент      | Лидия Ковалевская |
| ассистент по монтажу       | Александра Фирсова |
| художники-мультипликаторы: | Владимир Арбеков, Борис Бутаков, Владимир Данилевич, Вадим Долгих, Кирилл Малянтович, Рената Миренкова, Владимир Крумин, Виктор Лихачёв, Р. Маркано, Лев Попов |
| художники-декораторы:      | Константин Малышев, Ирина Светлица, Елена Танненберг, Ирина Троянова                                                                                           |
| роли озвучивали:           | Ростислав Плятт — Волк; Татьяна Струкова — Пурга |

## Награды
Мультфильм «В яранге горит огонь» был награждён на кинофестивалях:
- 1956 — Первая премия на VIII Международном фестивале фильмов для детей и юношества в Венеции.
- 1957 — Золотая медаль на Международном кинофестивале в рамках VI Всемирного фестиваля молодёжи и студентов в Москве.

## История создания фильма
Студенткой МГУ Жанна Витензон увлеклась Севером, куда часто ездила в фольклорные экспедиции. Сценарий, написанный ею на основе северных сказок, был одобрен Мстиславом Пащенко и по его рекомендации запущен в производство на студии «Союзмультфильм».
Главные герои фильма (мать, Тэюне и Ятто) были созданы Леонидом Аристовым. Им же были нарисованы северные пейзажи, для работы над которыми художник пользовался материалами Библиотеки им. Ленина. Цветовая гамма фильма была разработана Виктором Никитиным, создавшим также хара́ктерных героев — Тьму Тьмущую, Дрёму и Пургу. В фильме был использован предложенный В. А. Никитиным новаторский художественный приём — применение люминесцентных красок.
Слова к песне матери, звучащей в фильме, были написаны Михаилом Светловым (текст был одобрен худсоветом неохотно).

## Ошибки в мультфильме
Олениха, домчавшая детей до ледяных гор, была с большими и пышными рогами, которые могут быть только у оленей-самцов. У олених рога значительно меньше и не имеют такого разветвления.
Правильно рога самцов и самок северного оленя показаны в мультфильме Храбрый оленёнок

## Отзыв критика
Ольга Ходатаева в 1956 году выступает как постановщик рисованной ленты «В яранге горит огонь», созданной ею совместно с художником Леонидом Аристовым. Фильм, поставленный по сказке, несущей в себе яркий колорит и своеобразие северных народов, интересен не только своей экзотикой, но и мастерски разработанной, захватывающей воображение юного зрителя сказочной атмосферой.— Асенин С.В.